# Comănești (gmina)
Comănești – gmina w Rumunii, w okręgu Suczawa. Obejmuje miejscowości Comănești i Humoreni. W 2011 roku liczyła 2094 mieszkańców.